# Sábados fascistas
El sábado fascista fue un término usado durante la Italia Fascista para indicar el uso del día sábado para actividades culturales, deportivas, paramilitares, políticas y profesionales. Fue establecido con el Real Decreto Ley de 20 de junio de 1935 n. 1010  de Benito Mussolini, por recomendación de Achille Starace.
El sábado fascista interrumpía la jornada laboral del sábado a las 13:00 horas, dedicando la tarde a "actividades de entrenamiento principalmente premilitares y posmilitares, así como a otras de carácter político, profesional, cultural y deportivo". A menudo, para los estudiantes, se planificaron actividades gimnásticas, para mantenerlos en forma y para mostrar sus habilidades y destreza física.